# Alfred Jeanroy

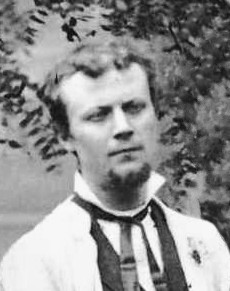
Alfred Jeanroy, 1878

Alfred Jeanroy (* 5. Juli 1859 in Mangiennes, Meuse; † 13. März 1953 in Saint-Jean, Haute-Garonne) war ein französischer Romanist und Provenzalist.

## Leben und Werk
Jeanroy studierte an der École des hautes études bei Gaston Paris und Paul Meyer. Er machte die Agrégation und war Gymnasiallehrer in Troyes, Besançon und Paris. Er habilitierte sich über Les origines de la poésie lyrique en France au Moyen âge. Études de littérature française et comparée suivies de textes inédits (Paris 1889, 1904, 1927, 1969) und De nostratibus Medii Aevi poetis qui primum lyrica Aquitaniae carmina imitati sint (Paris 1889) und lehrte im Jahr 1889 an der Universität Poitiers, dann an der Universität Toulouse,  von 1893 bis 1909 als Lehrstuhlinhaber und Nachfolger von Antoine Thomas. Von 1909 bis 1934 besetzte er an der Sorbonne als Nachfolger von Emile Gebhart den Lehrstuhl für die Sprachen und Literaturen Südeuropas und war gleichzeitig Directeur d’études an der École pratique des hautes études. Ab 1922 war er Mitglied der Académie des inscriptions et belles-lettres. Die Académie royale des Sciences, des Lettres et des Beaux-Arts de Belgique in Brüssel nahm ihn 1932 als assoziiertes Mitglied auf.

## Weitere Werke

### Monographien
- (mit Aimé Puech) Histoire de la littérature latine, Paris 1891
- La Lirica francese in Italia nel periodo delle origini, Florenz 1897
- Giosuè Carducci, l’homme et le poète, Paris 1911
- Bibliographie sommaire des chansonniers provençaux. Manuscrits et éditions, Paris 1916, 1971
- Bibliographie sommaire des chansonniers français du Moyen âge, Paris 1918, 1965
- La poésie lyrique des troubadours, 2 Bde., Toulouse/Paris 1934–1935, 1973, 1998
- Histoire sommaire de la poésie occitane. Des origines à la fin du XVIIIe, Toulouse/Paris 1945, 1973
- (mit Joseph Bédier und François Picavet) Histoire des lettres. Premier volume. Des origines à Ronsard, Paris 1921 (Histoire de la nation française, hrsg. von Gabriel Hanotaux, 12, 1)

### Herausgebertätigkeit
- (mit Gaston Paris) Extraits des chroniqueurs français: Villehardouin, Joinville, Froissart, Comines, Paris 1892
- (mit Henri Teulié) Mystères provençaux du quinzième siècle, Toulouse 1893, 1971
- (mit Henri Guy) Chansons et dits artésiens du XIIIe siècle, Bordeaux 1898, 1976
- (mit Louis Brandin und Pierre Aubry) Lais et descorts français du XIIIe siècle, Paris 1901, 1975
- (mit Alphonse Vignaux) Voyage au purgatoire de St Patrice. Visions de Tindal et de St Paul. Textes languedociens du quinzième siècle, Toulouse 1903
- (mit Jean-Jacques Salverda de Grave) Poésies de Uc de Saint-Circ, Toulouse 1913
- Les chansons de Guillaume IX, duc d’Aquitaine (1071–1127), Paris 1913, 1927
- Les Joies du Gai Savoir. Recueil de poésies couronnées par le consistoire de la Gaie Science (1324–1484), Toulouse/Paris 1914
- Les chansons de Jaufré Rudel, Paris 1915, 2007
- (mit Arthur Långfors) Chansons satiriques et bachiques du XIIIe siècle, Paris 1921, 1974
- Les Poésies de Cercamon, Paris 1922
- Jongleurs et troubadours gascons des XIIe s. et XIIIe s., Paris 1923, 1957
- La geste de Guillaume Fièrebrace et de Rainouart au Tinel, d’après les poèmes des XIIe et XIIIe siècles, Paris 1924
- Le théâtre religieux en France du XIe au XIIe siècles. Introduction et traductions, Paris 1924
- Le jeu de Saint Nicolas par Jean Bodel, trouvère artésien du XIIIe siècle, Paris 1925, 1982
- Anthologie des troubadours, XIIe-XIIIe siècles, Paris 1927, 1974
- Le jeu de sainte Agnès. Drame provençal du XIVe siècle, Paris 1931
- Oeuvres de François Villon, Paris 1934
- Jongleurs et troubadours gascons des XIIe et XIIIe siècles, Paris 1957